# SOM (grupo cooperativo)
SOM (hasta 2016, Grup Cultura 03) es un grupo cooperativo catalán de la industria cultural y de la comunicación que nació con el objetivo de ayudar a consolidar la industria cultural en lengua catalana. Con sede en Barcelona, está formado a su vez por cinco cooperativas: Ara Llibres, Sàpiens, Batabat (productora audiovisual), Contrapunt y Nova 2003.

## Historia
SOM nace en 2016, pero como Grup Cultura 03 empezó su actividad en 2003 y ha trabajado siempre en la creación de productos culturales y de comunicación. Como cooperativa, SOM dispone de un Consejo Rector responsable de las decisiones estratégicas. Este Consejo Rector es votado por los socios y socias de la cooperativa cada cuatro años. Actualmente Jordi Creus es el presidente de SOM y Oriol Soler ocupa el cargo de director general.  
Forman parte de Som las cooperativas Som Sàpiens Publicacions, responsable de la edición de las revisats Sàpiens, Cuina, Descobrir, Experiències, El Petit Sàpiens y Receptes by Cuina; la editorial Som Ara Llibres, la productora audiovisual Som Batabat, la cooperativa de servicios a terceros Som Nova 2003 y la editora de premsa local Som Contrapunt. 
La cooperativa fue accionista de la empresa Edició de Premsa Periòdica Ara, editora del diario Ara, desde su fundación hasta 2012. También habían formado parte del grupo Gramagraf (cooperativa de artes gráficas) y Zero4. E impulsaró la revista Time Out Barcelona, ya no vinculada al grupo. A principios del año 2017, ya con el nombre SOM, se hizo cargo de la Colección Bernat Metge de clásicos griegos y latinos en lengua catalana. SOM forma parte del Grupo Clade, importante grupo cooperativo de la economía social catalana.

### Estructura societaria
- Sàpiens Publicacions es la empresa editora de las revistas Sàpiens, Descobrir Catalunya, Cuina y El Petit Sàpaines.[7][8] También fue impulsora de la puesta en marcha de Time Out Barcelona y de Lonely Planet Magazine.
- Ara llibres, (Ara), es una editorial cooperativa catalana que nació en mayo de 2002.[9] Esta editorial se centra en libros de no-ficción pero sin dejar de editar otros libros de temática diversa. Edita libros de autores catalanes a pesar de que también ha editado traducciones de autores en otros idiomas. Presenta cuatro marcas especializadas, cada una en un género o tipo de literatura concreta: Ara llibres: libros de no ficción (ensayos, biografías y de historia, entre otras); Amsterdam: literatura de ficción narrativa; Alisis: libros de éxito y superventas y Now Books: libros en otras lenguas.[10][11] Ha editado a autores como Eudald Carbonell, Sebastià Serrano, Matthew Tree, Vicenç Villatoro, Joan Barril o Pepe Rubianes.[12]

## Marcas
- Sàpiens
- Cuina
- Descobrir
- El Petit Sàpiens
- Experiències
- Receptes by Cuina
- Amsterdam
- Ara Llibres
- Now Books
- Som Batabat
- Som Nova 2003
- Bernat Metge
- SomGranollers
- SomMollet
- SomVallès
- SomLesFranqueses
- SomMartorelles
- SomLaLlagosta
- SomMontmeló
- SomMontornès
- SomParets
- SomSantFost